# WISE 1828+2650
WISE 1828+2650 (WISEPA J182831.08+265037.8) — коричневый карлик в созвездии Лиры. Находится на расстоянии около 33 св. лет (10 парсек) от Солнца. На момент своего открытия был самым маленьким и самым холодным известным коричневым карликом.
Относится к спектральному классу Y2. Температура 250—400 °K (−23 — +127 °C). Является одним из ближайших соседей Солнечной системы.
Коричневый карлик был обнаружен космическим телескопом WISE. С помощью космического телескопа Джеймса Уэбба (JWST) в атмосфере WISEPA J182831.08+265037.8 нашли молекулы метана (CH₄), воды (H₂O) и аммиака (NH₃), а также окиси углерода (CO), углекислого газа (CO₂) и сероводорода (H₂S). Радиус объекта оценивается в пределах 1,03—1,23 радиуса Юпитера, температура — от 425 до 534 К.